# Кучерів Ілько Ількович
Ілько́ І́лькович Ку́черів (* 1 серпня 1955, Київ — † 29 травня 2010, Київ) — український громадський діяч, президент фонду «Демократичні ініціативи». Нагороджений Хрестом Івана Мазепи (2009).

## Життєпис
Ілько Кучерів народився в Києві в родині вчених-біологів. Батько Ілько Семенович (1925) — доктор біологічних наук, професор; мати Надія Терентіївна (1925) — кандидат біологічних наук. У 1979 році закінчив Київський університет ім. Тараса Шевченка, біологічний факультет (1972—1979). У 1980-х роках брав участь у дисидентському русі, 1989 — член молодіжного товариства «Громада»,1989—1990 — працівник секретаріату НРУ, був членом оргкомітету установчого з'їзду Народного руху України за перебудову. У 1992 році Ілько Кучерів за підтримки Народного руху В'ячеслава Чорновола і за сприяння Інституту соціології створив незалежний центр соціологічних досліджень «Демократичні ініціативи», який в 1996 році став фондом.
Протягом 2001-2002 років — заступник директора проекту «Партнерство за прозоре суспільство». З 1993 — головний редактор, бюлетень «Політичний портрет України». Член Координаційної ради Ліги «Україна-НАТО» (з 2003). Стажувався в Університеті Коннектикуту (США, 1996), Університеті Квінз (Канада, 1997), Університеті Кеннана (США, 1998). Автор численних публікацій у періодиці. Член Українського медіаклубу. Член НРУ з 1989 року. Володів англійською мовою.
Захоплення: художня кераміка, велоспорт.
Саме Фонд «ДІ» за ініціативи Ілька Кучеріва став засновником незалежного Національного екзит-полу в Україні — перше опитування виборців було проведене в 1998 році.
Ілько був також відомий своєю послідовною позицією у відстоюванні національних цінностей. У своїй роботі він покладався на західний досвід, запровадження європейських і євроатлантичних цінностей, утвердження демократичних стандартів життя. В 2009 році президент Віктор Ющенко нагородив його орденом Івана Мазепи за видатний особистий внесок у відстоюванні національної ідеї, становлення української незалежної держави, активну громадську та політичну діяльність.
Об'єднуючи журналістів, експертів, політиків, дипломатів та активістів громадянського суспільства з кардинально різними поглядами навколо цивілізованого обговорення та дебатів щодо найгостріших тем та проблем сьогодення, він прагнув зробити «Демократичні ініціативи» потужним аналітичним центром, який продукував би оригінальні дослідження і навчальні програми, здійснював би вплив на політиків, громадську думку з широкого кола питань — права, безпеки, демократичних свобод та процесів.
29 травня 2010 року помер від раку легенів. Зараз фонд «Демократичні ініціативи» носить його ім'я.